# Molen van Loonbeek

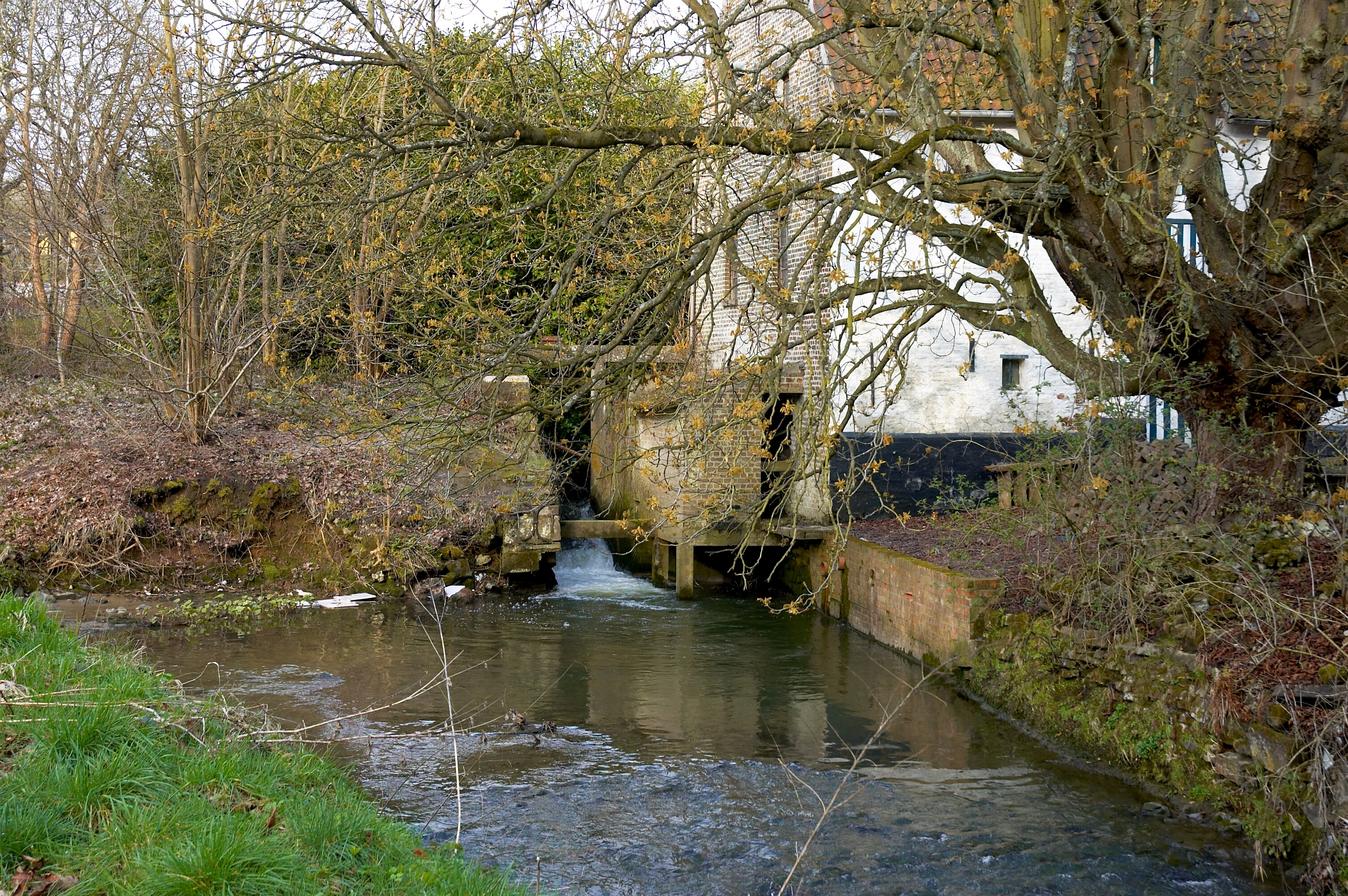
Molen van Loonbeek

De Molen van Loonbeek is een watermolen in de tot de Vlaams-Brabantse gemeente Huldenberg behorende plaats Loonbeek, gelegen aan de Sint-Jansbergsteenweg 26.
Deze watermolen op de IJse fungeerde als korenmolen.

## Geschiedenis
In 1495 werd voor het eerst melding gemaakt van een watermolen op deze plaats. Het was een banmolen. In 1579 werd deze door de Geuzen verwoest. Pas in de 17e eeuw was de molen weer hersteld.
Nadat in 1794 de molenban was afgeschaft bleef de molen in grafelijk bezit, uiteindelijk in bezit van het geslacht Christyn de Ribaucourt, om in 1901 verkocht te worden aan een particuliere molenaar. In 1952 werd het waterrad door een turbine vervangen. Einde jaren '60 van de 20e eeuw werd het bedrijf stopgezet. Vanaf 2013 werd de molen gerestaureerd nadat hij in 1994 beschermd werdn als monument en dorpsgezicht.

## Gebouw
Het molenhuis is 18e-eeuws met mogelijk een 17e-eeuwse kern. Het is gebouwd in baksteen en staat haaks op de IJse en het complex omvat ook een schuur en een woonhuis. De inwendige maalinrichting omvat onder meer molenstenen en enkele cilinderwalsen.